# Maladype Színház
A Maladype Színház 2001-ben alakult magyar színtársulat, amely egy állandó társulattal és alkotótársakkal működő nemzetközi hírű, többszörösen díjazott független színház. 
Balázs Zoltán rendező-művészeti vezető irányításával létrehozott előadásai kitartóan vizsgálják a színház különleges minőségeit, komoly szakmai visszhangot kiváltó, új színházi nyelvvel kísérletező produkciók.

## Neve
A megalakulásakor cigány-magyar színházként induló Maladype az eltelt évek alatt címke nélküli, független, a nemzetközi piacon is keresett társulattá vált.  Neve lovári eredetű szó, jelentése: találkozások és esszenciálisan kifejezi működésmódjukat: a csapat folytonosan keresi a találkozásokat az új színházi formákkal, a közönséggel, a más színházi rendszerekből és kultúrákból érkező, kalandra vágyó művészekkel, alkotótársakkal.

## Megalakulás és történet
A társulat ezen a néven 2001-ben Balázs Zoltán vezetésével jött létre. Előzménye a Dragan Ristic által 2000-ben alapított cigányok és nem-cigányok által cigány nyelven játszó Vareso Aver (Valami más) társulat volt, mely először a Vérnász című darabot mutatta be.
2001-ben Balázs Zoltán végzős főiskolai hallgatóként vállalta el Ionesco Jacques vagy a behódolás darabjának rendezését. Ettől fogva az ő vezetésével a régi tagokkal immár Maladype Színház néven működik és alkot a társulat.

## Szelleme
A Maladype önmeghatározása szerint „úgynevezett független” színház. Ez egyrészt azt jelenti, hogy az alkotásai létrehozásának költségigényét vállalkozási bevételeiből fedezi és e mellett közpénzből csak évről évre beadott pályázatokból gazdálkodik.
A társulat színházi nyelvére a kritika szerint egyedülálló módon jellemző a közönséggel interaktív véletlenszerű helyzetekből megvalósuló alkotás.
Tudatosan keresi a színházi-, és a nem színházi terek adta váratlan lehetőségeket, a szabálytalan színészi megoldásokat és azokat a közvetlen nézői reakciókat, melyek mentesek a hagyományos színházi elvárásoktól és klasszikus viselkedésformáktól.
A színház megváltozott társadalmi szerepéből következően alapvető feladatuknak tekintik a színház és közönsége új szemléletű kapcsolatrendszerének és kommunikációjának tudatos építését.

## A színház története és alkotói korszakai

### Első korszak
A társulatot kezdetben sem a cigány, sem az általános kulturális szervezetek nem támogatták. 2004-es Négerek című előadásuk próbaidőszaka alatt sem rendelkeztek még állandó próba- és játszóhellyel, míg Csányi János igazgató meg nem hívta a társulatot a Bárka Színházba, ahol akkoriban Balázs Zoltán játszott és rendezett, és ahol folyamatos próba- és bemutató lehetőséget biztosítottak nekik.
A Maladype első korszakához köthető előadásokat a szakralitáshoz, kreált rítusokhoz való kötődésükön túl a „színpadi költészet” fogalmával lehet a legpontosabban megközelíteni: ezen előadásaik pontos rendezői-színészi partitúra és gazdagon szőtt asszociációs háló mentén szerveződnek; interdiszciplináris gazdagság, különleges szépségű látványvilág (díszlet, jelmez, fény) és sajátos horizontális és vertikális térhasználat jellemezi őket. Az előadásokban speciális időkezelés figyelhető meg, amely a mozgásvilágot és a hangzást is meghatározza: szokatlan gesztusrendszerrel dolgoznak, a mozgás tempójának átgondolt és tudatos használatával (kilassítás és időmérő gesztusok), nem ritkán akrobatikus elemeket is beépítve. Ezen előadásaik sajátosságai közé tartozik az újszerű vokális hangkeltés is: zenei és (gyakran többnyelvű) nyelvi játékok használatával változatos akusztikus síkokat szólaltatnak meg (zene, animális-utánzó hangkeltések, ritmikus szövegmondás/szövegzene). A darabokat a látvány-hangzás-mozgás-szöveg-színészi játék gondolatvezérelt egyensúlya jellemezi.

### Második korszak
A társulat 2008-ban elhagyta a Bárka Színházat és a Thália Színház Régi Stúdiójába költözött, de egyre égetőbbé vált számukra a saját, önálló játszóhely kérdése. Ez 2009-re valósul meg: Übü király című előadásuk nyílt próbái és bemutatója már a Mikszáth téri nagypolgári lakásban, a Maladype Bázison kaptak helyet; ekkor a társulat strukturálisan is átalakult.
A Maladype második korszakához köthető előadások az improvizáció, véletlenszerűség, teremtő fantázia és gyermeki játékosság fogalmai mentén szerveződnek. Lényegi elemük a humor és a virtuóz színészi játék; expresszivitás, reflektáló/kommentáló gesztusok beépítése. A színészi játékot meghatározza a minden (akár a nézőtérről érkező) effektre reagáló érzékenység, a színészek és a nézők közötti együttműködés, poentírozott dialógusok, erős gesztusnyelv, excentrikus és groteszk előadásmód, akrobatikus mozgás, pontos kifejezés és megfogalmazás, a variációk, dekonstrukció-konstrukció játékai. Az ebbe  az időszakba tartozó darabok textúrája leginkább a kollázsszerűség-montázsszerűség fogalmakkal írható le; sajátságuk a spontaneitás és jelentésképzés harmonikus jelenléte. Látványvilágukat a minimalista díszlet, a látványtér és a sűrített tér átgondolt használata jellemzi.

## Társulat (2023/2024)
- Ádám Kornél
- Dőry Brigitta
- Erőss Brigitta
- Lukács Ivett
- Mesés Gáspár
- Pál Zoltán
- Zsenák Lilla

## Díjak, elismerések

### A társulat által elnyert díjak
- 2020 - Fődíj - XIV. Nemzetközi Gombrowicz Fesztivál, Radom, Lengyelország
- 2020 - Közönségdíj - XIV. Nemzetközi Gombrowicz Fesztivál, Radom, Lengyelország
- 2020 - Kollektív színészi munka díja - XIV. Nemzetközi Gombrowicz Fesztivál, Radom, Lengyelország

- 2018 - A Diákzsűri különdíja "A kiemelkedő összjátékért és képi megfogalmazásért" (Augusztus) - XXX. Határon Túli Színházak Fesztiválja, Kisvárda[5]
- 2018 - A zsűri díja "A kollektív alkotásért" (Augusztus) - ISTROPOLITANA Nemzetközi Színházi Fesztivál, Pozsony, Szlovákia[5]
- 2018 - A zsűri különdíja "A legeredetibb zenei koncepció színpadi megvalósításáért" (Remek hang a futkosásban) - FIAT Nemzetközi Színházi Fesztivál, Podgorica, Montenegró[6]
- 2014 - Legjobb előadás (Übü király) - FIAT Nemzetközi Színházi Fesztivál, Podgorica, Montenegró[7]
- 2010 - 37. INFANT (International Festival of Alternative and New Theatre): a legsikeresebb előadásért járó fődíj (Tojáshéj, Újvidék)[8][9]
- 2005 - Artisjus előadóművészeti jutalom (Négerek) [10][11][12]
- 2005 - Színikritikusok Díja Sáry László zeneszerzőnek (Négerek)[13]
- 2003 - Színikritikusok Díja, A legjobb alternatív előadás (Bolondok iskolája)[14]
- 2003 - Legjobb alternatív együttes (Fővárosi Közgyűlés Kulturális Bizottsága)[15]

### Előadásaikhoz köthető egyéb díjak
- 2016 - Artisjus-díj - Az év komolyzenei műve: Sáry László (Remek hang a futkosásban)[16]
- 2004 - Színikritikusok Díja - A legjobb női főszereplő: Béres Ilona (Theomachia)[17]
- 2004 - POSZT - Legjobb női epizódszereplő: Varga Gabriella (Theomachia)[18]